# Katholieke Kerk in Zimbabwe

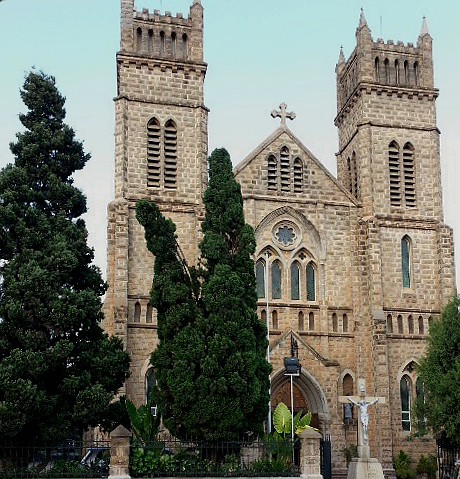
Kathedraal van Harare

De Katholieke Kerk in Zimbabwe is een onderdeel van de wereldwijde Rooms-Katholieke Kerk, onder het geestelijk leiderschap van de paus en de curie in Rome.
In 2005 waren ongeveer 1.145.000 (9%) inwoners van Zimbabwe lid van de Katholieke Kerk. Zimbabwe bestaat uit acht bisdommen, waaronder twee aartsbisdommen, verspreid over twee kerkprovincies. De bisschoppen zijn lid van de bisschoppenconferentie van Zimbabwe. President van de bisschoppenconferentie is Angel Floro Martínez, bisschop van Gokwe. Verder is men lid van de Inter-Regional Meeting of Bishops of Southern Africa en de Symposium des Conférences Episcoaples d’Afrique et de Madagascar.
Apostolisch nuntius voor Zimbabwe is sinds 25 januari 2024 aartsbisschop Janusz Urbańczyk.

## Bisdommen

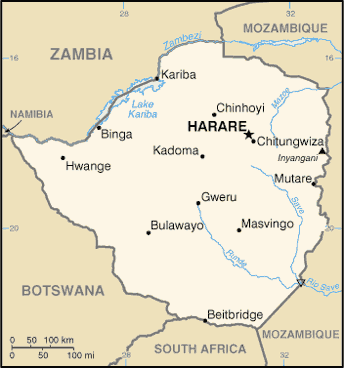
Zimbabwe

| - Aartsbisdom - Bisdom |

- Bulawayo
  - Gweru
  - Hwange
  - Masvingo
- Harare
  - Chinhoyi
  - Gokwe
  - Mutare

## Nuntius
- Apostolisch pro-nuntius
  - Aartsbisschop Francesco Colasuonno (7 maart 1981 – 8 januari 1985, later kardinaal)
  - Aartsbisschop Patrick Coveney (27 juli 1985 – 25 januari 1990)
  - Aartsbisschop Giacinto Berloco (15 maart 1990 – 17 juli 1993)
- Apostolisch nuntius
  - Aartsbisschop Peter Paul Prabhu (13 november 1993 – 2002)
  - Aartsbisschop Edward Joseph Adams (22 augustus 2002 – 3 september 2007)
  - Aartsbisschop George Kocherry (22 december 2007 - 6 juli 2013)
  - Aartsbisschop Marek Zalewski (25 maart 2014 - 21 mei 2018)
  - Aartsbisschop Paolo Rudelli (25 januari 2020 - 19 juli 2023)
  - Aartsbisschop Janusz Urbańczyk (25 januari 2024 - heden)